# Edgar Hahnewald
Edgar William Hahnewald (* 21. August 1884 in Wilschdorf; † 6. Januar 1961 in Solna, Schweden) war ein deutscher Schriftsteller, Redakteur und Illustrator. Er publizierte auch unter dem Pseudonym Manfred.

## Leben und Wirken
Hahnewald war Kind eines Buchhalters und wuchs in einer siebenköpfigen Familie auf. Er erlernte zunächst einmal den Beruf eines Dekorationsmalers.
In Gera begann seine journalistische Laufbahn. 1908 arbeitete er als Redakteur der „Reußischen Tribüne“ in Gera und wurde Mitglied der SPD. Hier wurde er auch Mentor des jüngeren Journalisten Erich Knauf.
Ab 1912 war er Lokalredakteur der Dresdner Volkszeitung. Das blieb er mit Unterbrechung durch seine Soldatenzeit bis 1933, als er Zeitung, Stadt und Heimat verlassen musste. Während dieser Zeit in Dresden war er auch Vorstand der Volksbühne und Volkshochschule und Mitglied des Arbeiterbildungsausschusses. 
Am 18. März 1933 emigrierte er als politisch Verfolgter in die ČSR, war Redakteur des „Sozialdemokrat“ in Prag und ständiger Mitarbeiter bei verschiedenen Zeitungen.
1938 flüchtete er nach Schweden. Im Januar 1943 wurde er in den Vorstand der SPD-Ortsgruppe in Stockholm gewählt. Im Juli 1943 trat er wegen Kontakten zur Sozialistischen Arbeiterpartei Deutschlands wieder aus. Er illustrierte für schwedische Verlage naturwissenschaftliche Bücher, vor allem Bücher zur Zoologie und Botanik. Er kehrte 1945 nicht nach Deutschland zurück, es wäre, wie er an seine Tochter schrieb, das „Wiedersehen mit einer verstümmelten Liebe“, wenn er an das zerstörte Dresden denkt. 1961 starb Edgar Hahnewald im schwedischen Solna.

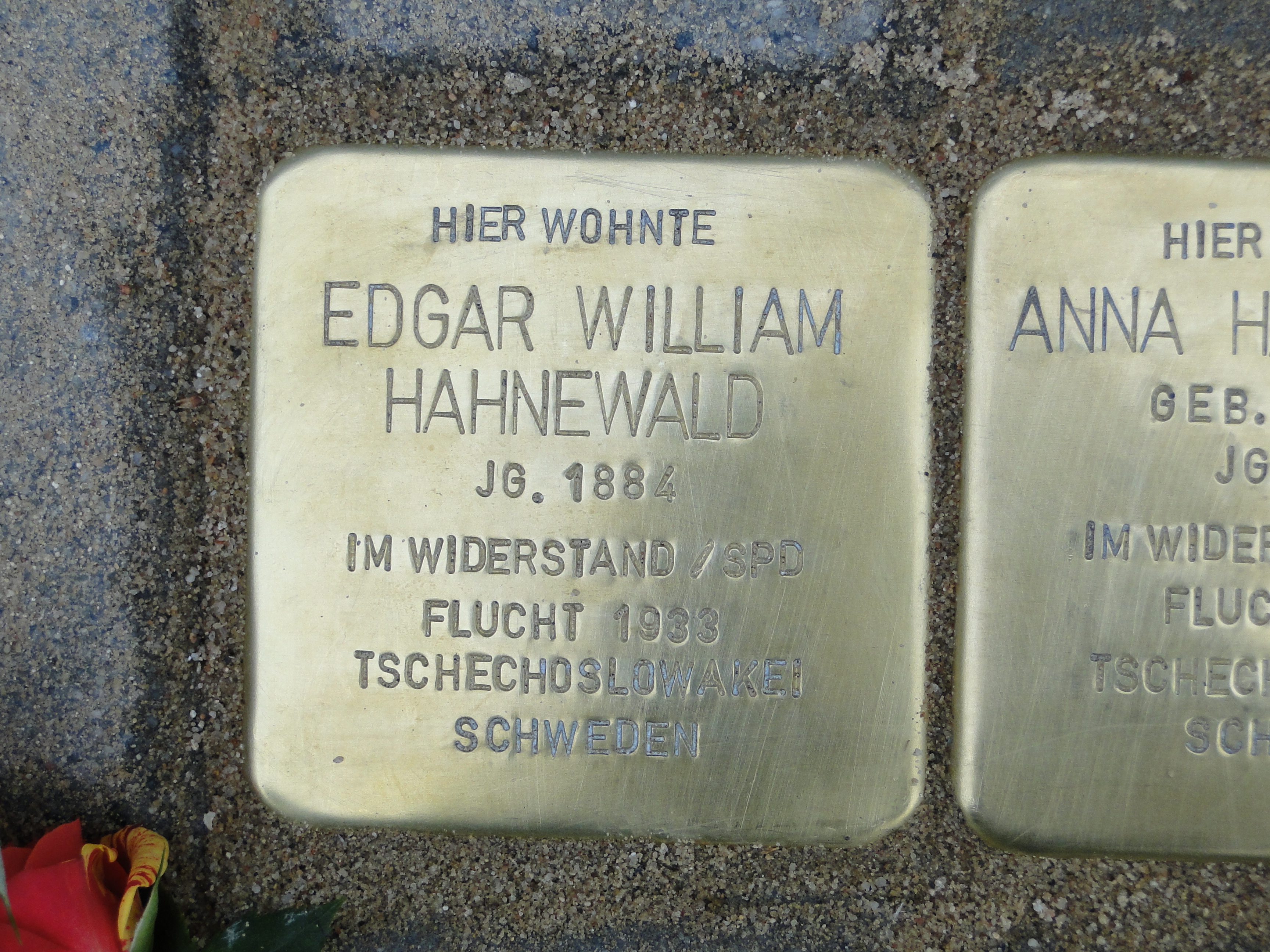
Stolperstein für Edgar Hahnewald in Dresden

## Werke (Auswahl)
- Trümmer. Erzählungen, Kaden, Dresden 1916
- Sommertage. Dresden 1919
- Der grüne Film: Ein Wanderbuch. Kaden, Dresden 1920
- Sächsische Landschaften. (=Heimatbücherei der Landesvereins Sächsischer Heimatschutz. Band 3), Dresden 1922
- Die Reise nach Sylt: eine Elbfahrt. Schünemann, Bremen 1924
- Der alte Dresdner Judenfriedhof. In: Jahrbuch der sächsischen Jugend. Kaden, Dresden 1926, S. 161–175
- Deutsche Landschaften und Städte. Callwey, München 1926
- Im Vorbeigehen. 1926
- Zwischen Saale und Spree. Dresden 1929
- Sächsische Heimatbilder. F. A. Brockhaus Verlag, Leipzig 1989 ISBN 3-325-00246-3
- Sächsische Schönheit: Zwischen Kammweg und Mittelsachsen. Mironde-Verlag, Niederfrohna 2010, ISBN 978-3-937654-41-6